# ロニー・トゥリアフ
ロニー・トゥリアフ（Ronny Turiaf、1983年1月13日 - ）はフランスの元バスケットボール選手。NBAのロサンゼルス・レイカーズなどに所属していた。カリブ海に浮かぶフランスの海外県マルティニーク島のル・ロベール出身。ポジションはセンター。

## 来歴
1999年にU-18のフランス代表に招集され翌年には、現在NBAでも活躍するトニー・パーカーやボリス・ディアウ、ミカエル・ピートラスらと共にヨーロッパタイトルを獲得した。その後2001年に渡米しスポケーン所在のゴンザガ大学に入学し4年間活躍、最終学年ではウェスト・コースト・カンファレンスの最優秀選手に選ばれた。
大学卒業後、2005年のNBAドラフトにエントリーし2巡目37位でロサンゼルス・レイカーズより指名された。ところが、入団時の身体検査で上行大動脈の肥大化が発覚。詳しい検査の結果、手術が必要と診断され、2005年オフシーズン、6時間にも及ぶ開胸手術が行われた。レイカーズはトゥリアフとの契約を保持し続けると権利を有し、手術費用も全額支払った。回復までには6～12ヶ月を要すると見られていたが、その後CBAのヤカマ・サンキングスでリハビリとして9試合に出場。術後6ヶ月には順調に回復し、2006年の1月にレイカーズと再契約、2月1日には早くも23得点を挙げる活躍を見せた。2007-08シーズンには21試合に先発出場し、シーズン途中で移籍したパウ・ガソルが負傷した穴などを埋めた。またこの年NBAファイナルも経験した。
2008年オフシーズン、ゴールデンステート・ウォリアーズと4年1700万ドルで契約した。
2010年オフシーズン、デビッド・リーとの交換で、アンソニー・ランドルフ・ケレンナ・アズバイク・将来のドラフト2巡目指名権とともにニューヨーク・ニックスへ放出された。
ニックスでは21試合に先発出場するなど、貴重なインサイドのロールプレイヤーとして2004年以来のプレイオフ進出に貢献した。
2012年、マイアミ・ヒートに加入し優勝を経験。シーズン終了後、ロサンゼルス・クリッパーズに移籍した。
2013年7月18日、ミネソタ・ティンバーウルブズに移籍。2014年12月のフィラデルフィア・76ersに放出され解雇されて以降契約元が見つからず、2016年10月23日に引退を表明した。

## 人物
- 非常に陽気な性格で、チームのムードメーカーである。ベンチからもワンプレーごとに立ち上がり、飛び跳ね、チームメートをオーバーに鼓舞する様から、チーム一のチアリーダーとも言われている。
- 遠征中のホテルでかかったインターネット接続代をチームメートのランドリー・フィールズの部屋に課金するなど、イタズラ好きでもある。
- 母国語であるクレオール言語とフランス語の他、英語、スペイン語、イタリア語の5ヶ国語を話す事ができるなど知的な一面もある。大学時代には、スポーツ科学と言語学を専攻していた。
- 趣味は読書とテレビゲーム、好物はフライドチキン、好きな映画はスカーフェイスとマルコムXとの事。
- スーパースターでレイカーズ時代にチームメイトだったコービー・ブライアントと非常に仲が良く、プライベートでもよく共に過ごしていたという。トゥリアフが移籍してからもその関係は続いており、それを裏づけるエピソードとして、トゥリアフがコービーのダンクをブロックした直後、闘争心の強いことで知られるコービーがトゥリアフと談笑していたという事があった。youtube動画　00.7秒